# Manuel de Montoliu i de Togores
Manuel de Montoliu y de Togores (Barcelona, 30 de abril de 1877 - ibídem, 18 de mayo de 1961) fue un destacado crítico e historiador de la literatura.

## Biografía
Segundo hijo de Plácido-Maria de Montoliu y de Sarriera y de su esposa Pilar de Togores y Zaforteza. Hermano de Francisco de Montoliu y de Cebrià de Montoliu, entre los más conocidos. De ascendencia tarraconense por parte de la familia paterna y mallorquina por parte de la familia materna, estudió el bachillerato en los jesuitas de Manresa y se doctoró en Filosofía y Letras en Madrid en 1903, después de cursar la carrera en Barcelona.
En 1908, junto con Antoni Griera y Pere Barnils, obtuvo una bolsa de la diputación provincial de Barcelona para ir a estudiar filología románica en la Universidad de Encuentre, en Halle (Alemania), con los profesores Bernhard Schädel y Hermann Suchier. Familiarizado con el idioma y los métodos de trabajo alemanes, trabajó como lector de castellano y catalán en la Universidad de Hamburgo.
Habiendo regresado a Barcelona a los tres años para ocupar una cátedra de literatura en la Universidad de Barcelona, trabajó en las Oficinas Lexicográficas del Institut d'Estudis Catalans, donde colaboró en el "Boletín de Dialectología Catalana" y editó, con Pompeu Fabra, el Diccionario Aguiló. A partir de 1925, su labor docente se desarrolló en Argentina, donde dirigió el Instituto de Filología de la Universidad de Buenos Aires. De nuevo en su ciudad natal, recuperó su cátedra universitaria.
Colaboró en el diario La Veu de Catalunya.
Profesor de literatura castellana en la Universidad de Barcelona durante muchos años, en 1931 no logró ganar las oposiciones para la cátedra correspondiente. En 1936 huyó a Francia, ya partir de 1937 trabajó en la oficina de prensa italiana, órgano de propaganda fascista durante la guerra civil española.
En 1943, después de la muerte de su esposa, la violinista Júlia Vidal i Puig (1877-1943), ingresó primeramente en Montserrat y después en Poblet, pero no perseveró, y en 1945 fue elegido asesor de cultura de la diputación de Tarragona; fue también vicepresidente del Patronato de Poblet y vicepresidente director del Instituto de Estudios Tarraconenses Ramón Berenguer IV.

## Obra
Autor de numerosos artículos y ensayos monográficos centrados en la literatura española y catalana, su bibliografía es muy abundante, aunque de enorme valor desigual.
Después de una primera etapa modernista, en la que publicó poemas y dramas (1901-07), se dedicó a la crítica literaria de signo idealista —inspirada en Karl Vossler— ya la erudición, más a base de intuición que de rigor, alternada con trabajos divulgativos.
Sus obras más importantes son:
- Estudios de Literatura catalana (1912)
- Manual de historia crítica de la literatura catalana. Edad Moderna (1823-1900) (1922)
- La canción popular (1926)
- Manual de literatura castellana (1929)
- Lo que España debe a un libro (1931)
- Goethe en la literatura catalana (1935)
- Breviario crítico (1926-1933), compuesto por una selección de sus trabajos de crítica periodística
- Aribau y la Catalunya de su tiempo (1936)
- El alma de España y sus reflejos en la literatura del Siglo de Oro (1942)
- Elucidario crítico (1947)

Otras obras menores fueron:
- La serie Las grandes personalidades de la literatura catalana (1957-62), fruto de un encargo de Francesc Cambó.
- Desde 1898 colaboró en revistas y desde 1904 en periódicos, especialmente catalanes. Una parte de sus numerosos artículos, fueron recogidos en los Estudios de Literatura catalana, que fueron publicados en 1912, y en los cuatro volúmenes del Breviario crítico (1926-33).
- Escribió todavía un buen número de prólogos e hizo traducciones del alemán, el francés, el inglés, el italiano y el latín.
- Publicó además y en varios tomos, Los grandes personajes de la literatura catalana.
- Es autor también del Libro de Tarragona (1953), el Libro de Poblet (1955), La lengua catalana y los trovadores (1957),[4]  con Albertet de Sisteron y una biografía sobre Francisco Pizarro (1958).

## Fondo
El Fondo Montoliu de la Biblioteca Pública de Tarragona es un Fondo de monografías que se compone de un millar de ejemplares muchos de ellos firmados por los autores. La mayoría de estos libros integraban su propia biblioteca y destacan como temáticas la literatura y la crítica literaria. El fondo de monografías está catalogado y se puede consultar en el catálogo del Sistema de Lectura Pública de Cataluña. Papeles de archivo. También forman parte del legado una colección de papeles de archivo, integrados por manuscritos, mecanografiados,... muchos de ellos originales de trabajos del propio Manuel de Montoliu; y también documentos relacionados con los cargos de Manuel de Montoliu como asesor de cultura de la Diputación de Tarragona (nombrado en 1945) y como miembro activo de diversas instituciones culturales vinculadas al territorio como el Patronato para la Restauración del Monasterio de Poblet y el Instituto de Estudios Tarraconenses Ramón Berenguer IV. La colección de papeles de archivo se agrupa en seis cajas que mantienen su clasificación original y está inventariada. Papeles varios. El legado incluye también 36 volúmenes facticios donde están ligados sermones, discursos, publicaciones periódicas, etc., con un total de 670 folletos impresos de los siglos XVIII y XIX. El Fondo Montoliu de la Biblioteca Pública de Tarragona es complementario del fondo conservado en la Biblioteca de Catalunya; básicamente correspondencia del autor y que puede aportar datos interesantes para el estudio de la cultura catalana de la primera mitad del XX.
La Biblioteca de Catalunya conserva también documentación de su fondo personal.